# فتح الاسلام
فتح الاسلام یکی از گروه‌های درگیر در جنگ داخلی سوریه است.این گروه این گروه سلفی جهادی تندرو در سال ۲۰۰۶ به کمک جهاد پول سوری‌ها،لبنانی‌ها و فلسطینی‌ها تشکیل شد.این گروه در ابتدا در جنگ عراق به عملیات علیه نیروهای امریکایی مبادرت می ورزید که نهایتاً در سال ۲۰۰۷ توسط ارتش لبنان از بین رفت.اما با کمک از جهادی‌های عراق با حمله به حکومت سوریه به حیات سیاسی خود برگشت.